# مارکو انگلهاردت
مارکو انگلهاردت (انگلیسی: Marco Engelhardt؛ زادهٔ ۲ دسامبر ۱۹۸۰) بازیکن فوتبال اهل آلمان است.
از باشگاه‌هایی که در آن بازی کرده‌است می‌توان به باشگاه فوتبال هالشر، باشگاه فوتبال کایزرسلاوترن، باشگاه فوتبال قوت-وایس ارفورت، باشگاه فوتبال کارلسروهه، و باشگاه فوتبال نورنبرگ اشاره کرد.
وی همچنین در تیم‌های ملی فوتبال زیر ۲۱ سال آلمان، Germany national football B team، و آلمان بازی کرده‌است.